# バンホール・アストロメガ
アストロメガ (Astromega) は、ベルギーのコーチビルダーであるバンホール（Van Hool、英語読みでヴァンフールとも）が艤装を担当する二階建てバス（ダブルデッカー）。
時期によりエンジンを製造したメーカーが異なるが、2016年から日本で販売されているモデル (TDX24) はスウェーデンの車両メーカーであるスカニアのパワートレーンが用いられ、同社の日本法人スカニアジャパンが輸入販売を手がけており、スカニア・アストロメガの名称でも流通している。また、TDX24の高速路線バス仕様はスカニア・J-InterCity DDの名称がつけられている。なお、「J-」を付けない「InterCityDD」と表記されることもある が、スカニアでは「J-InterCityDD」と称している。

## 概要
バンホールの手がけるバスボディのうち、「TXシリーズ」と呼ばれる長距離輸送用ラインナップの一つで、同社唯一のダブルデッカーモデルである。
欧州市場向けにはボディ長に応じて、TDX25（全長13.14 m×全高4.00 m×全幅2.55 m、標準定員90人）とTDX27（全長14.10 m×全高4.00 m×全幅2.55 m、標準定員95人）の2モデルが用意されている。エンジンはEURO 6適合のDAF製直列6気筒エンジン「MX13」（排気量12,900 cc、最高出力530 PS、最大トルク2,600 Nm）を標準搭載する。
また、日本向けにサイズを縮小したTDX24（後述）、アメリカ向けに電動バス仕様のTDX25E、イギリス向けに全長を14.96mに延長したTDX29も製造している。

## 日本におけるアストロメガ
日本では1982年、ネオプラン・スカイライナーに続く国内2車種目のダブルデッカーバスとして登場した。当時は三井物産と名鉄グループの華陽自動車興業（現・華陽オートテック）が輸入元となっており、内装を担当した華陽自動車興業の親会社である岐阜乗合自動車（岐阜バス）が「インペリアルサルーン」として2台を初導入。1980年代後半まで輸入され、2階建てバスブーム中は名鉄グループを中心に日本各地でみられた。
1997年には、はとバスが2台を定期観光バス用に輸入し、ハローキティバスおよびオープントップバス「オー・ソラ・ミオ」として運用された。
エンジンは、初期の輸入車はメルセデス・ベンツ製、後期のはとバス輸入車はMANを搭載していた。

### TDX24
日本製の2階建てバスであった三菱ふそう・エアロキングが2010年に製造を終了して以降、はとバスでは海外メーカーを対象に同車の代替車種を模索していた。しかし、一般的にヨーロッパでのバスの車両規格が幅員2.55 mであるのに対し、日本の道路法の規定では幅員2.5 mを超えると特大車扱いとなり、全長および全高も日本の規格に合わずそのままでは通常の公道走行が困難なことや、日本向けのサイズを納入するのにあたってメーカー側から一定以上の生産ロットを求められたことからメーカー選定が難航し、最終的にバンホールが日本向けにサイズを縮小したモデルを生産することを承諾した。バンホール、はとバスに加え、パワートレインを担当するスカニアとの3社による共同プロジェクトにより、約5年の年月をかけて日本向けモデルが開発され、2016年に輸入が開始された。
3社共同開発による日本向けモデルのTDX24は、欧州向けのTDX25をベースにサイズを縮小（全幅2.5 m、全高3.78 m、全長11.99 m）したものであり、エンジンはヨーロッパのユーロ6および日本の平成28年排出ガス規制をクリアしたスカニア製直列6気筒ディーゼルエンジン「DC13 115」（排気量12,742 cc、最高出力410 PS、最大トルク2,150 Nm）を縦置きで搭載し、トランスミッションには12速AMT「オプティクルーズ」を用いている。安全面では衝突被害軽減ブレーキ、車線逸脱警報装置、横滑り防止装置や、車間距離保持機能付きオートクルーズを備えている ほか、クラリオンの開発した全周囲俯瞰カメラシステム「サラウンドアイ」を搭載している。車両価格は8000万円。エアコンはドイツ・エバスペヒャー製の機関直結式冷房装置を使用しており、エアロキングと比較して広いトランクルームを得ている。TDX24はスカニアジャパンが輸入元となって販売されており、標準仕様は内装が艤装された状態で輸入される。
2018年には高速路線バスとして初めて京成バスが導入し、同年3月29日より東京駅鍛冶橋駐車場 - 成田空港間の「有楽町シャトル」で運行を開始した。この導入にあたっては、高齢者、身体障害者等の公共交通機関を利用した移動の円滑化の促進に関する法律（交通バリアフリー法）対応の一環として、車椅子での乗降が容易で乗車定員減を伴わない二階建てバスであるアストロメガが選定されたものである。その後、京成に続いてジャムジャムエクスプレスがアストロメガを導入し、2018年4月8日の東京ディズニーシー発名古屋行き（名古屋発は翌9日発）から運行を開始した。同年4月20日発からは東京ディズニーシー - 大阪・神戸線にも導入されている。
2018年7月14日にはジェイアールバス関東が、バスタ新宿 - TDRの路線で運行を開始した。当初は東京駅 - 名古屋駅の東名ハイウェイバス（新東名スーパーライナー）1往復のみに充てられていたが、2019年5月17日より「青春昼特急号」と「青春エコドリーム号」にも充当されている。ジェイアールバス関東への導入にあたってははとバスが協力しており、「J-InterCity DD」という独自のシリーズ名がつけられている。
2019年にはジェイアールバステックに新たに導入され、4月25日より東京駅 - 御殿場プレミアム・アウトレット間の路線1往復に投入された。同年には西日本ジェイアールバスにも導入され、5月17日より「青春昼特急号」と「青春エコドリーム号」での運行が開始された など、エアロキングを導入していた事業者を中心に導入が進んだ。同年7月31日には岩手県北自動車が3列・4列混在シートの独自モデルを導入、盛岡 - 宮古間の「盛宮106特急」1往復で運行開始した。西日本ジェイアールバス向けには、全列4列シート仕様に加え、1階を4列座席、2階を3列座席とした仕様が導入され、2020年8月1日より運行が開始された。また、ジェイアール東海バスとジェイアール四国バスが「移動等円滑化取組計画書」の中で高速バスの二階建て車両の更新に言及しており、このうち、ジェイアール東海バスでは新東名スーパーライナー用に1階を4列座席、2階を3列座席とした仕様を導入し、6月15日より運行を開始した。ジェイアール四国バスは2020年7月22日より高知エクスプレス号に本車輌を導入した。2020年より、京王バスと富士急バスの本車種が富士五湖線に投入された。
2021年は前年初頭以降続いていた新型コロナウイルス感染症拡大の影響に伴い輸入台数は前年より大きく落ち込んだが、「スサノオ号」用にJRバス中国に新たに導入された。また、同年12月には関東バスにも導入され「やまと号」に充当された。
2025年には両備バスにも導入されたが、両備バスに導入された車両は国内向けとしては初めて車両総重量が（国道もしくは重さ指定道路以外では特殊車両通行許可が必要になる）20tを超えている。
貸切専業事業者では、2016年に東京ヤサカ観光バスが「サンシャイン55」の愛称で2台を導入したほか、2020年2月には、千葉県茂原市に本拠地を置くオートウィルが1台導入した。
2016年から2023年までの販売実績は70台である。

## ギャラリー
過去のモデル

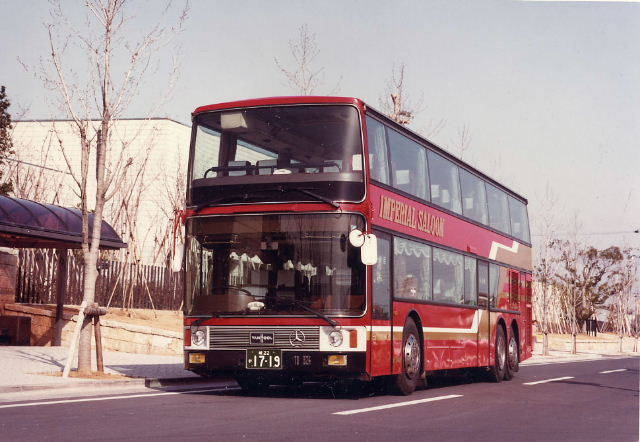
TD824 岐阜バス Imperial Saloon
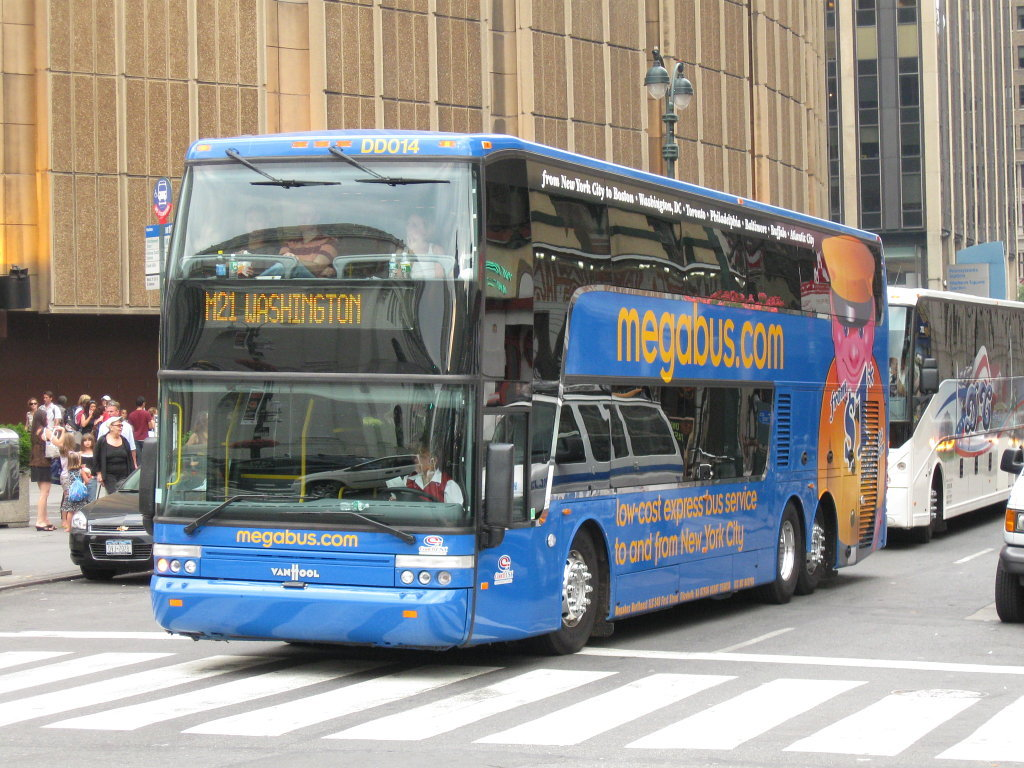
TD925（北米仕様）
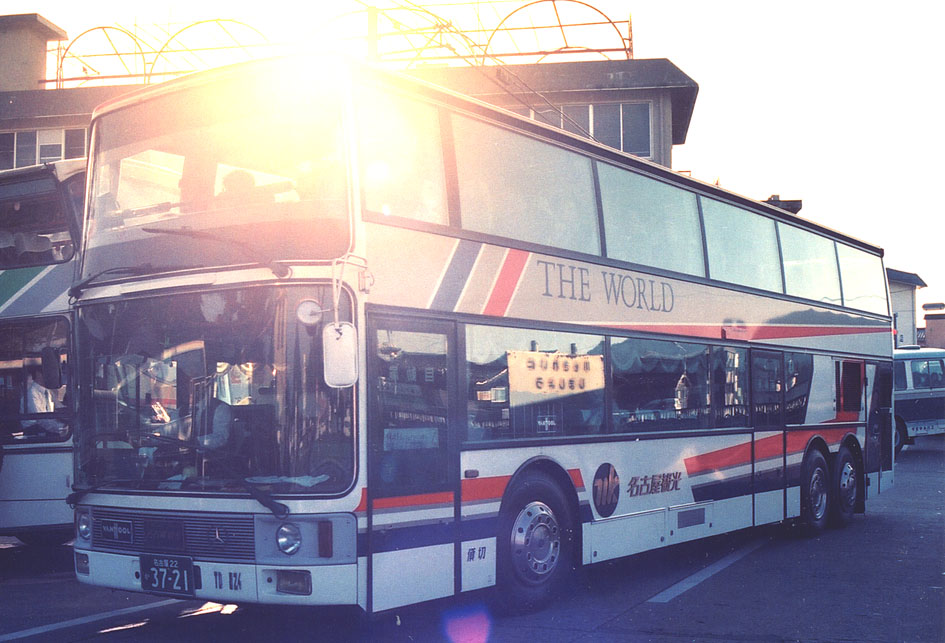
名古屋観光
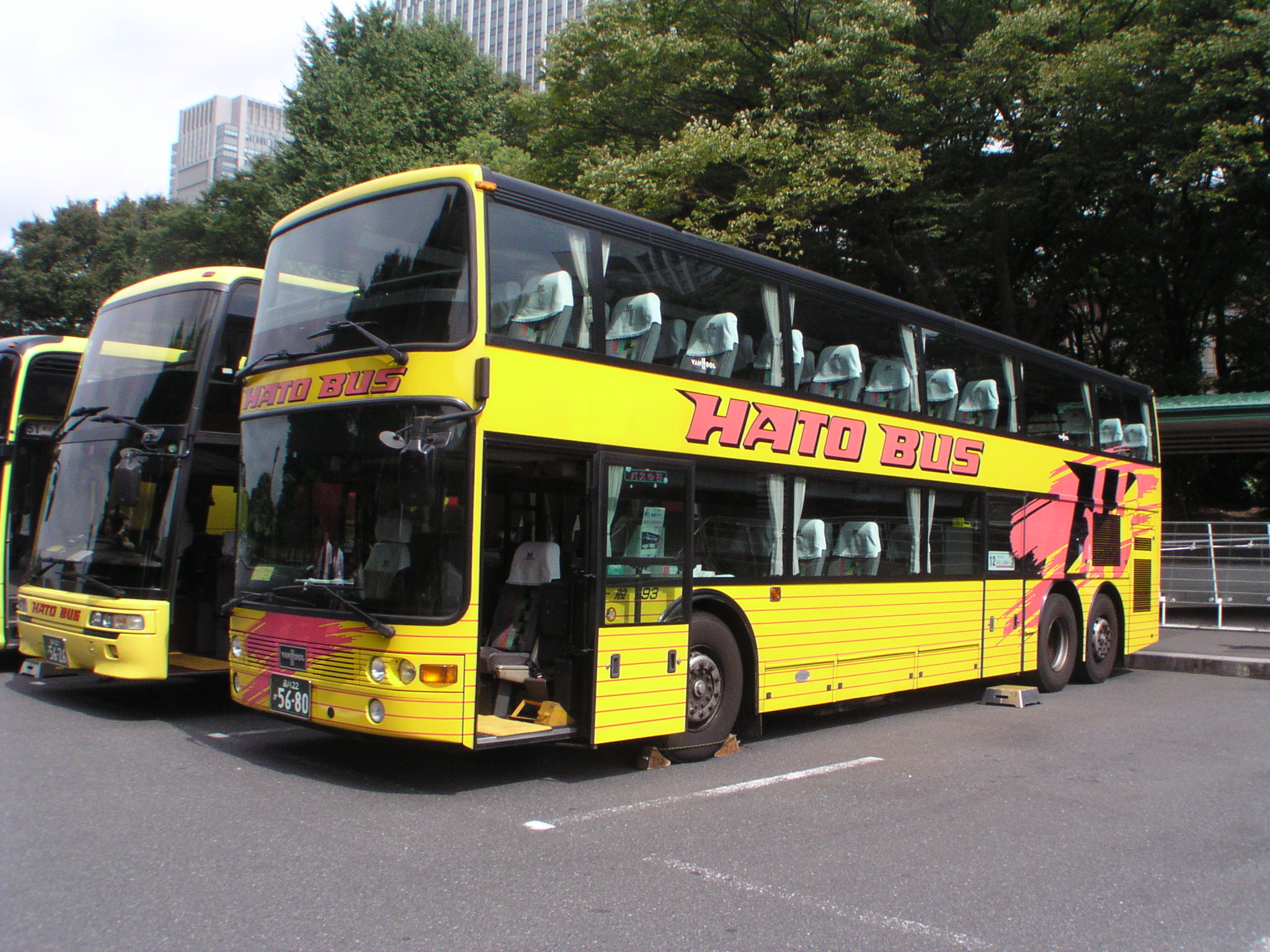
TD824 はとバス（ハローキティバス化前）
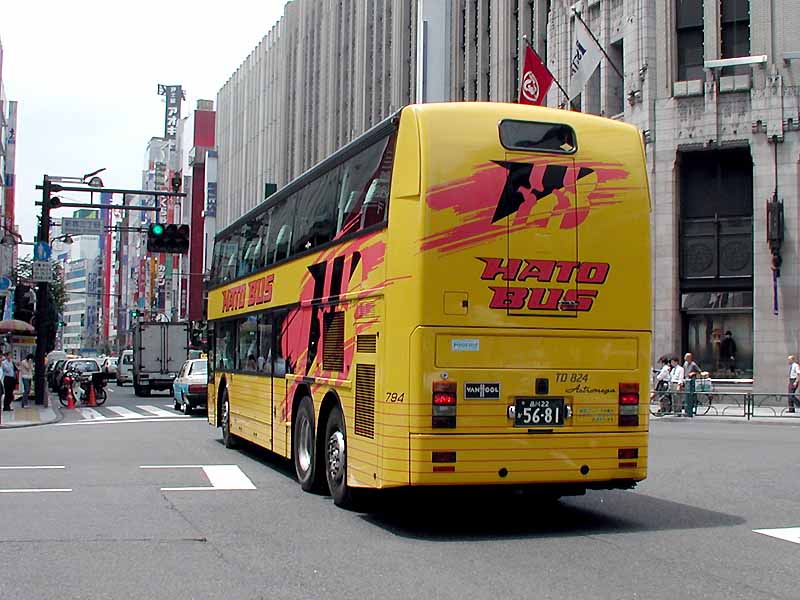
TD824 はとバス（後部）

TDX24

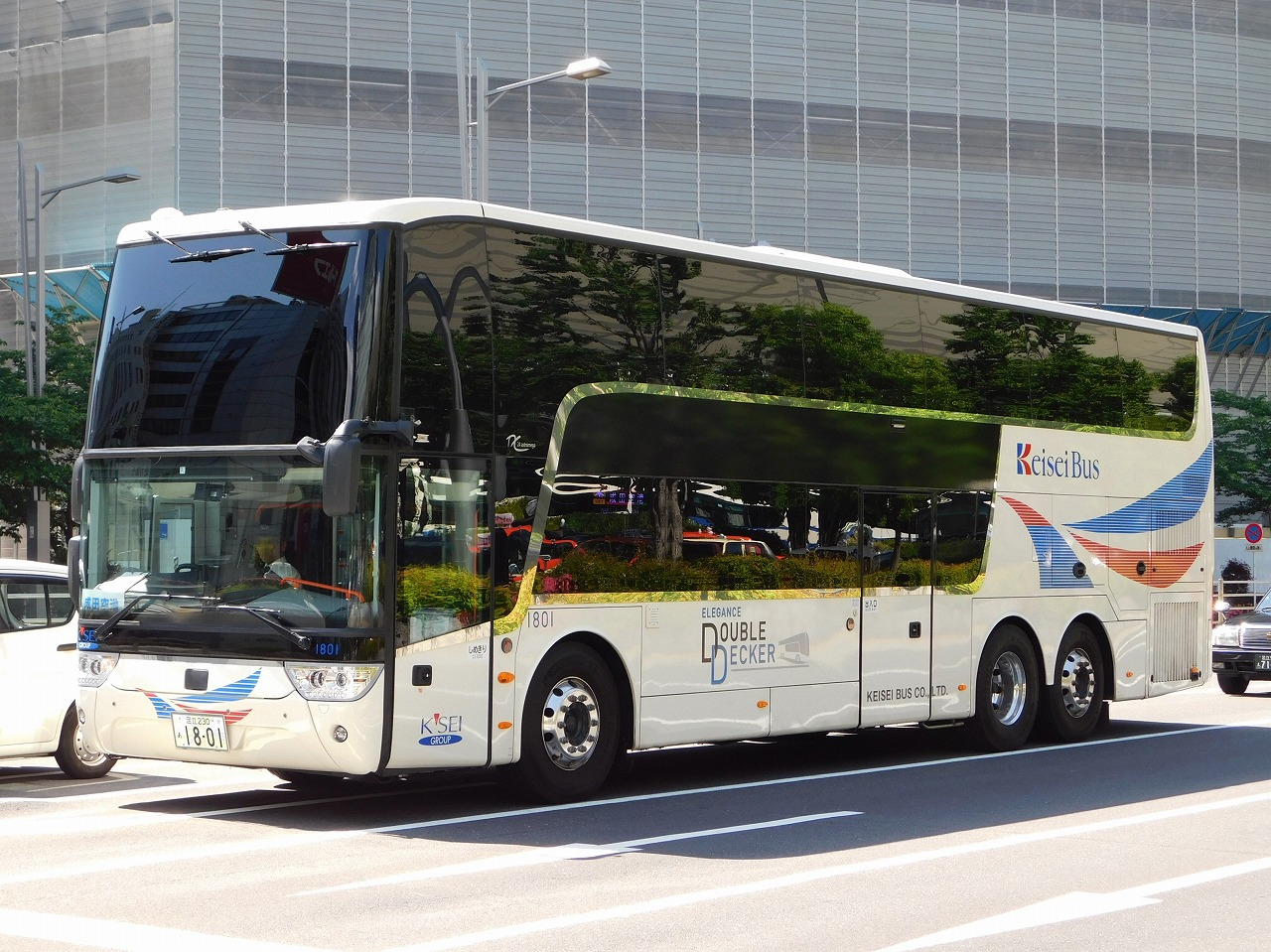
TDX24 京成バス
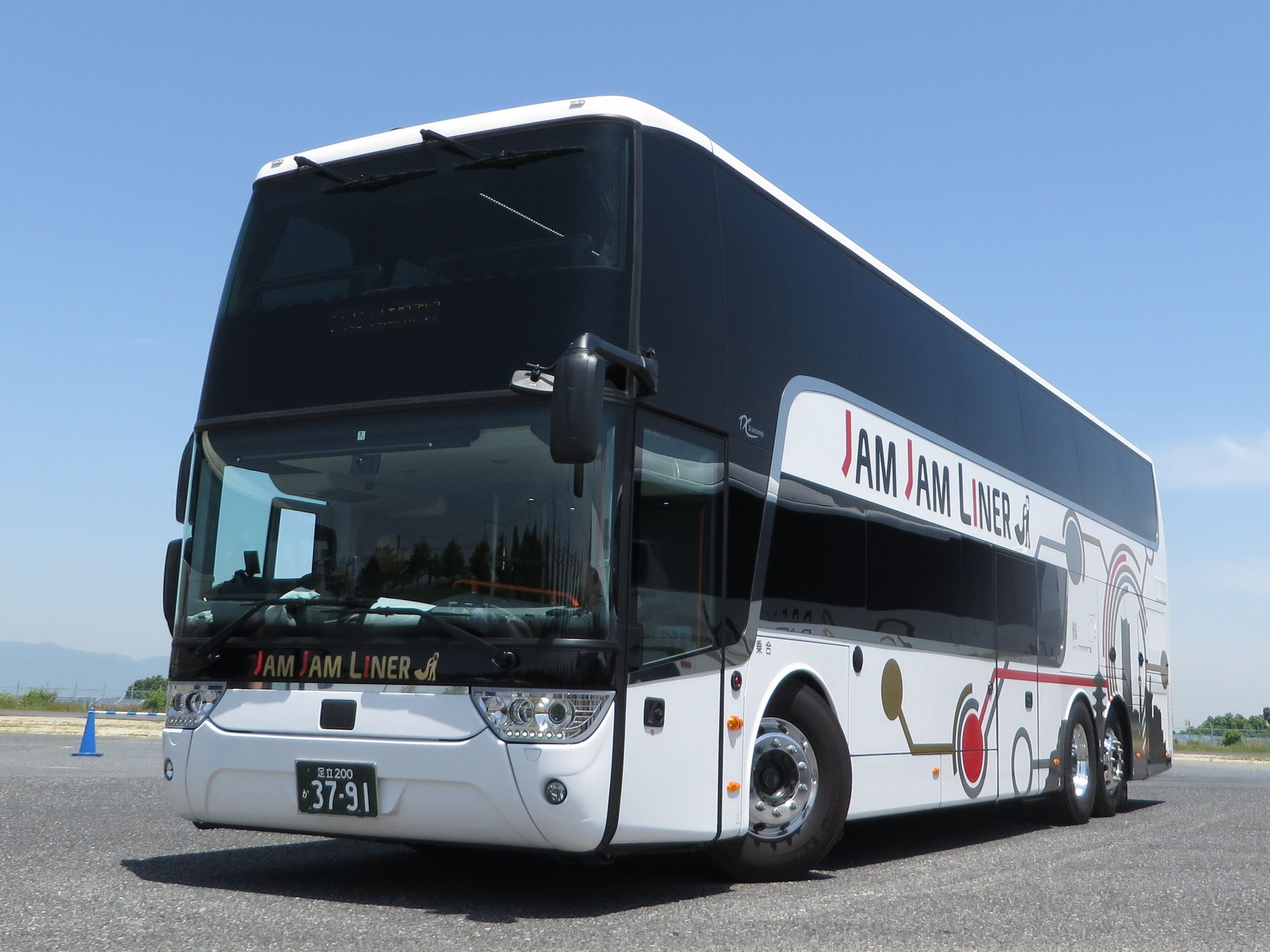
TDX24 ジャムジャムエクスプレス
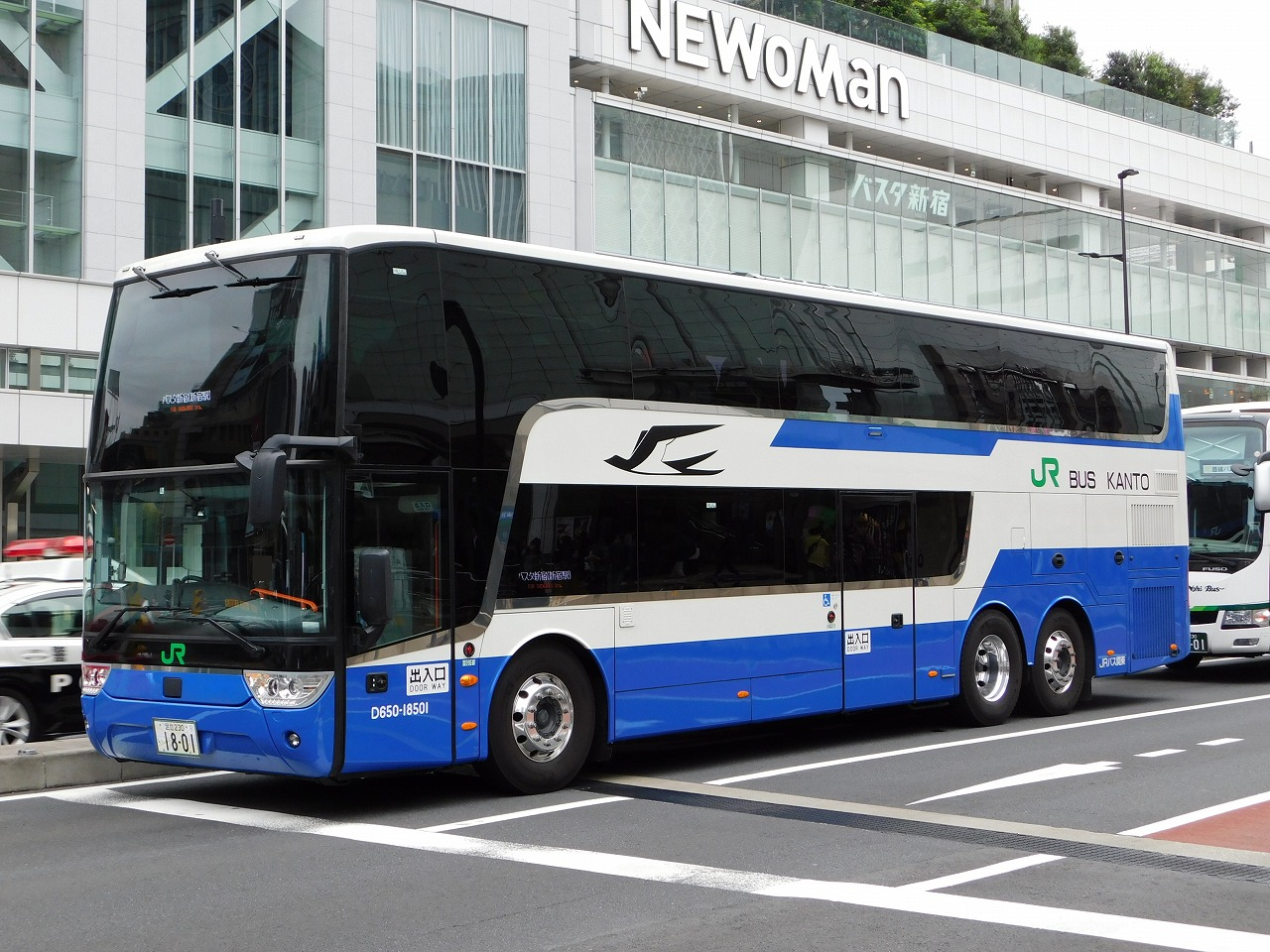
TDX24 ジェイアールバス関東
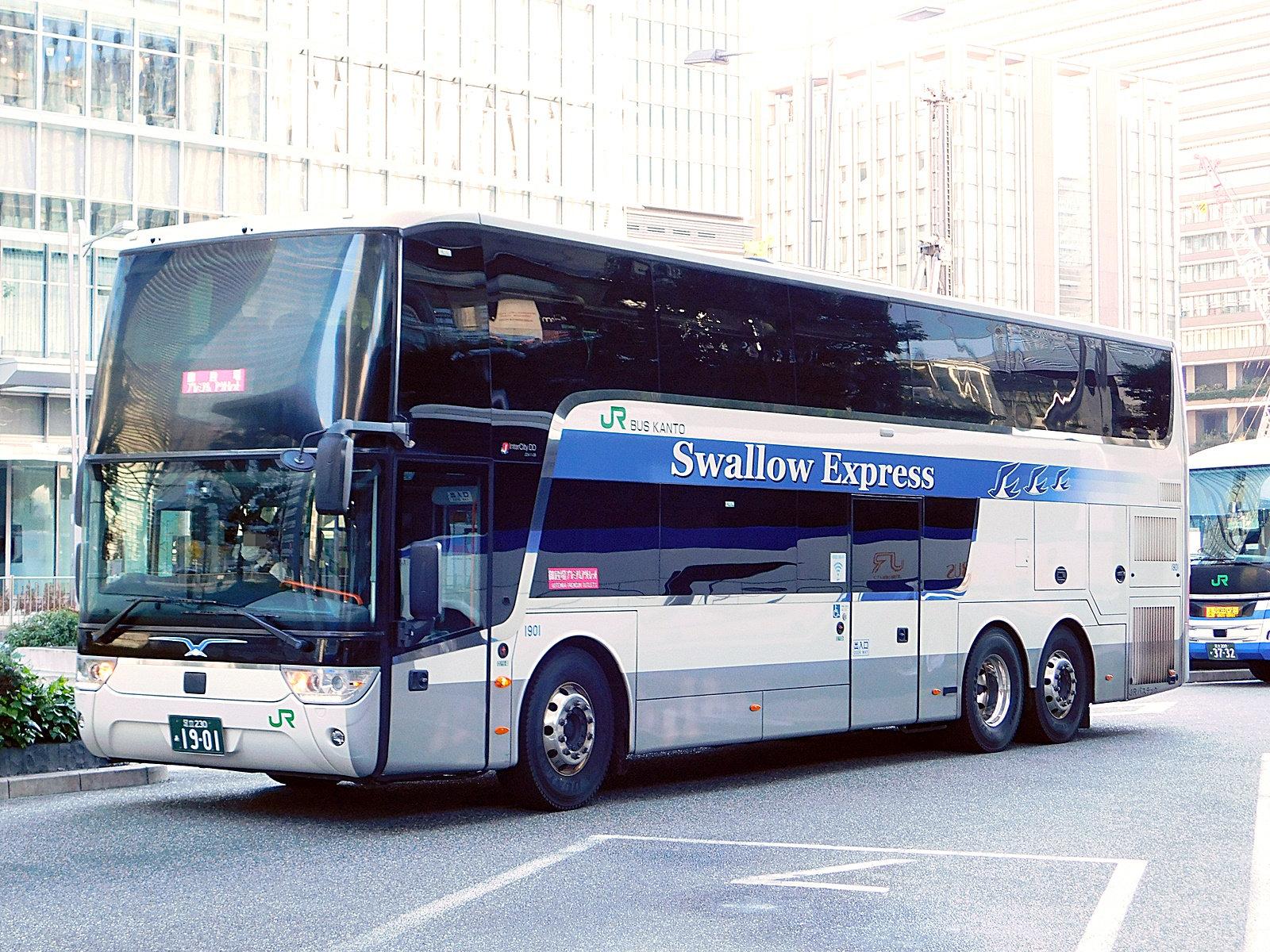
TDX24 ジェイアールバステック
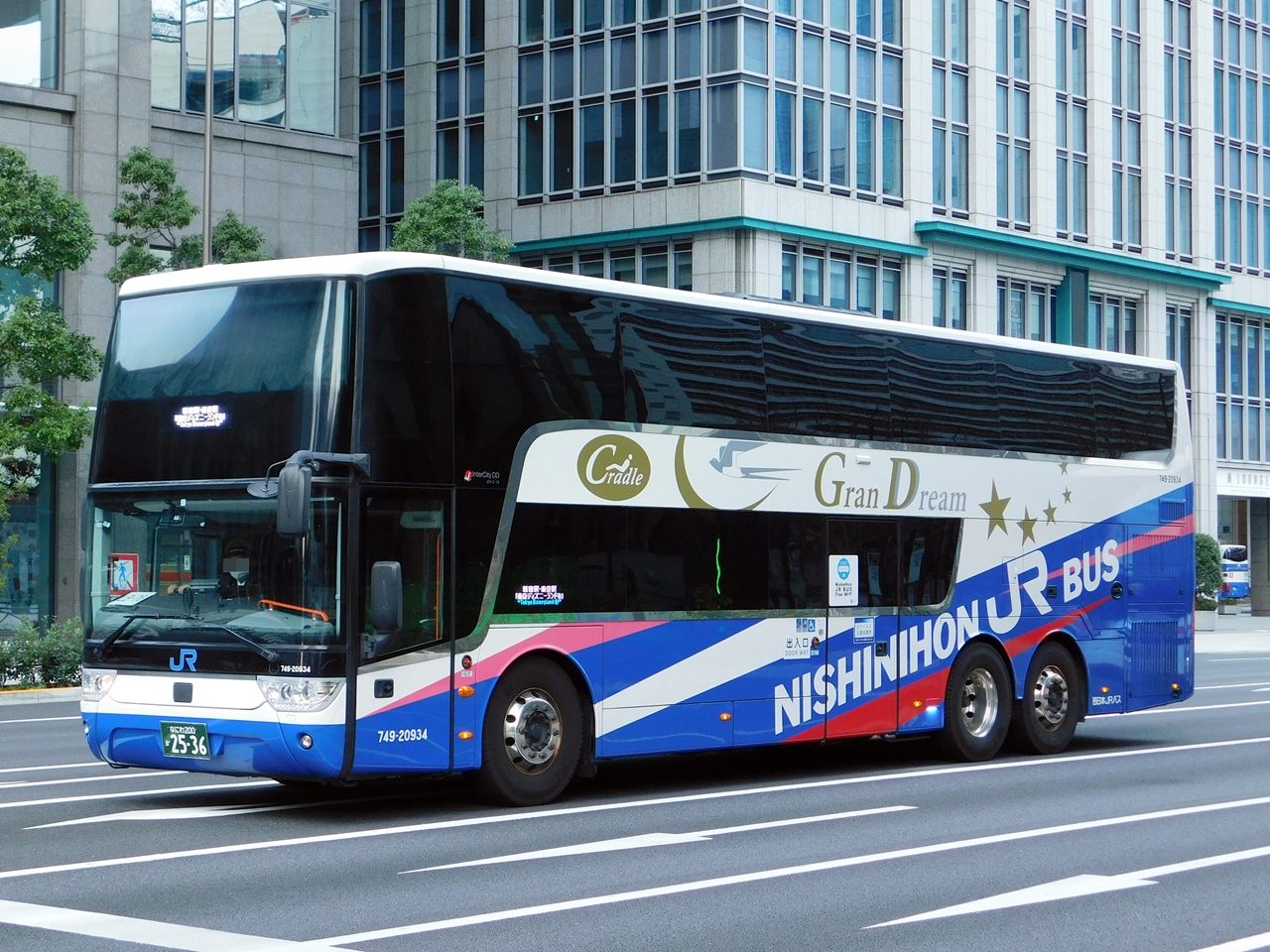
TDX24 西日本ジェイアールバス
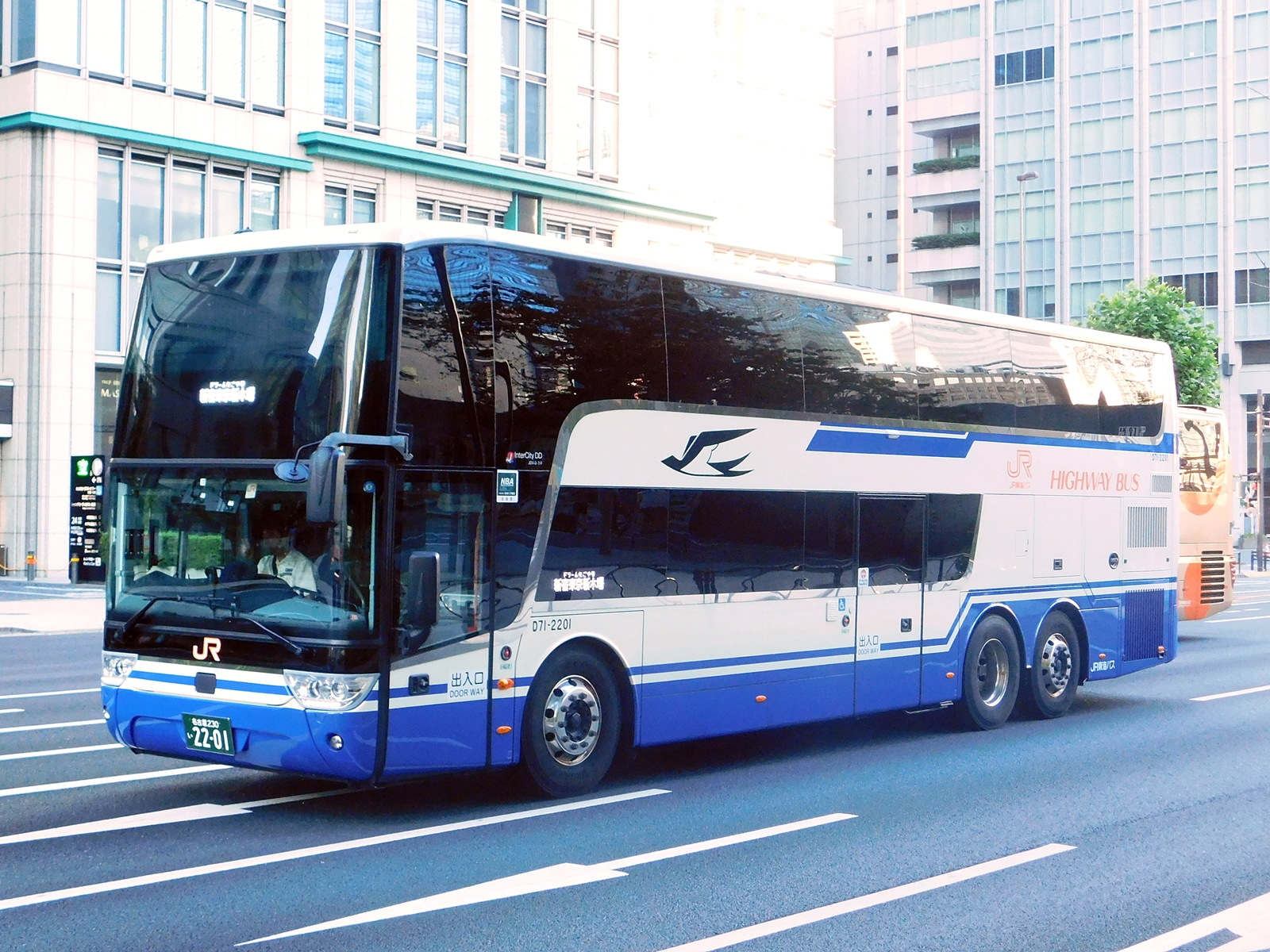
TDX24 ジェイアール東海バス
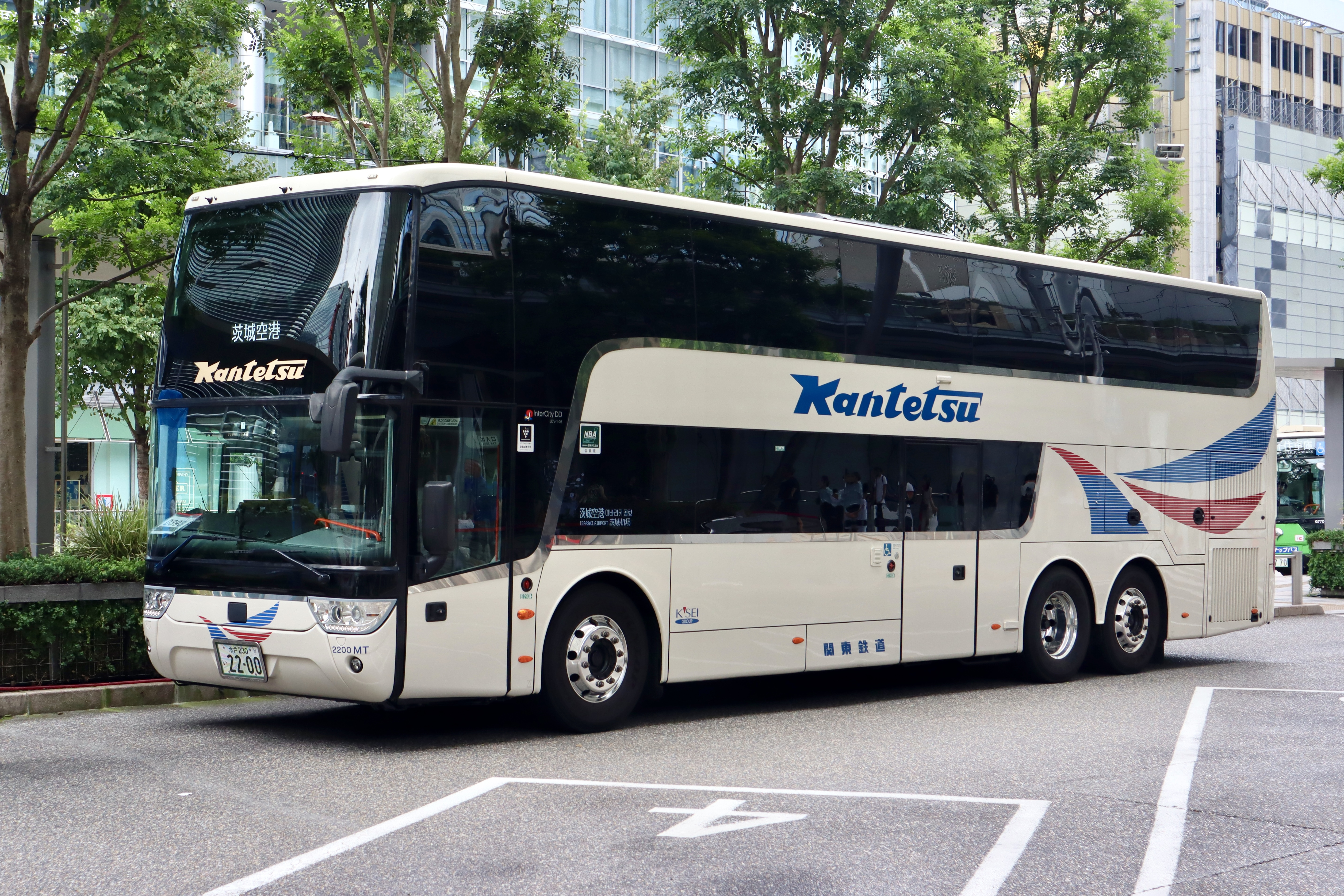
TDX24 関東鉄道
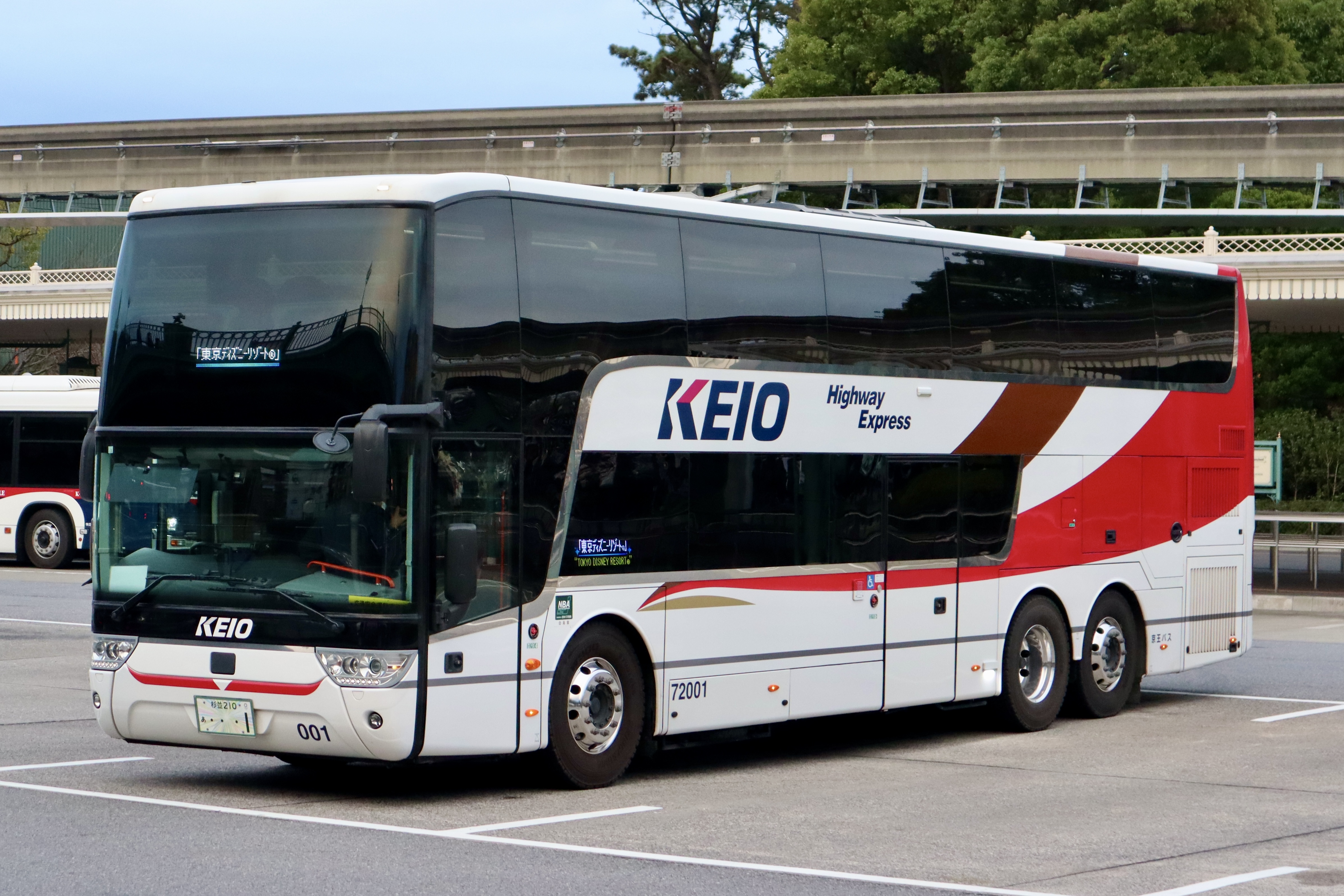
TDX24 京王バス東（現・京王バス）
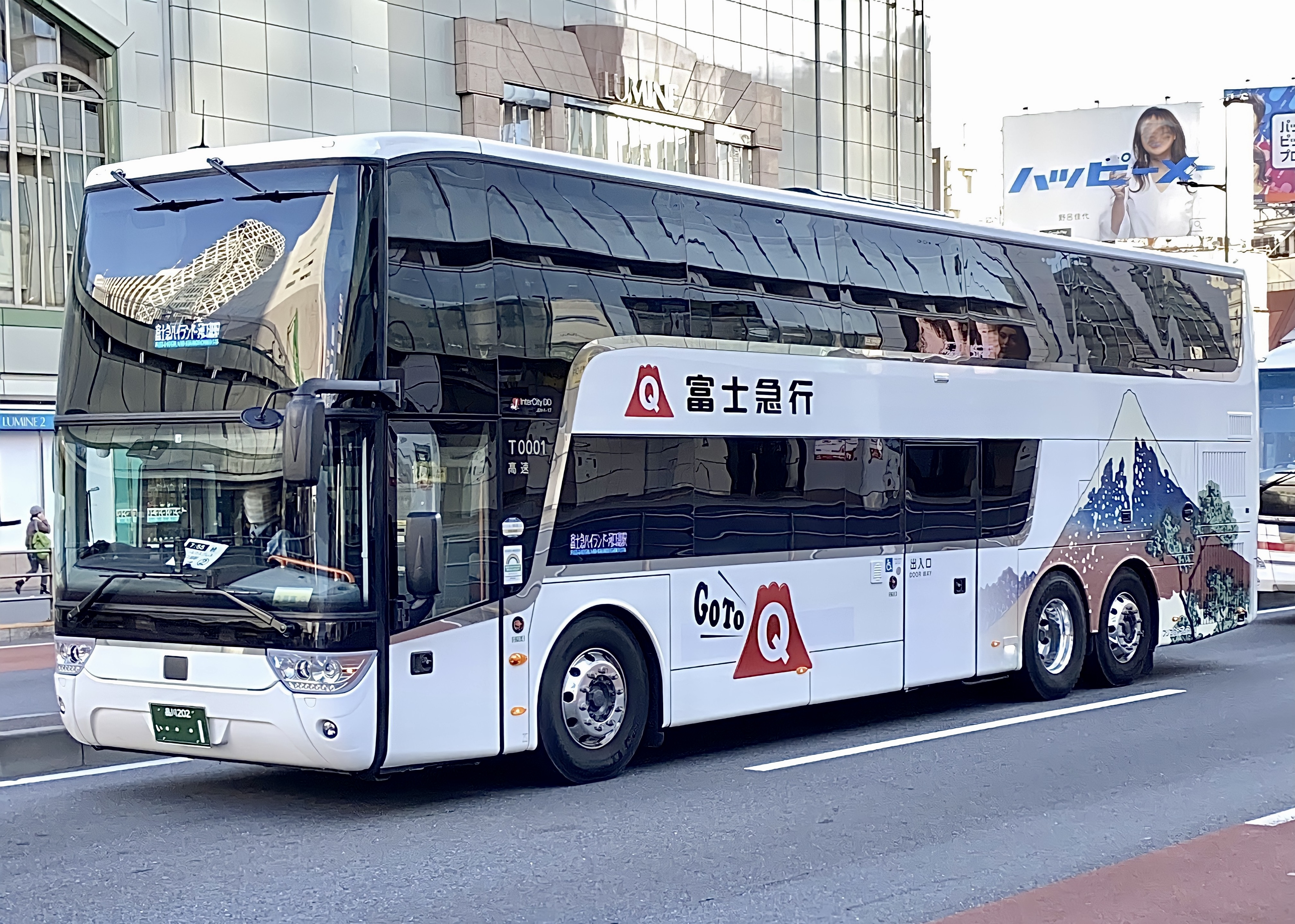
TDX24 富士急バス
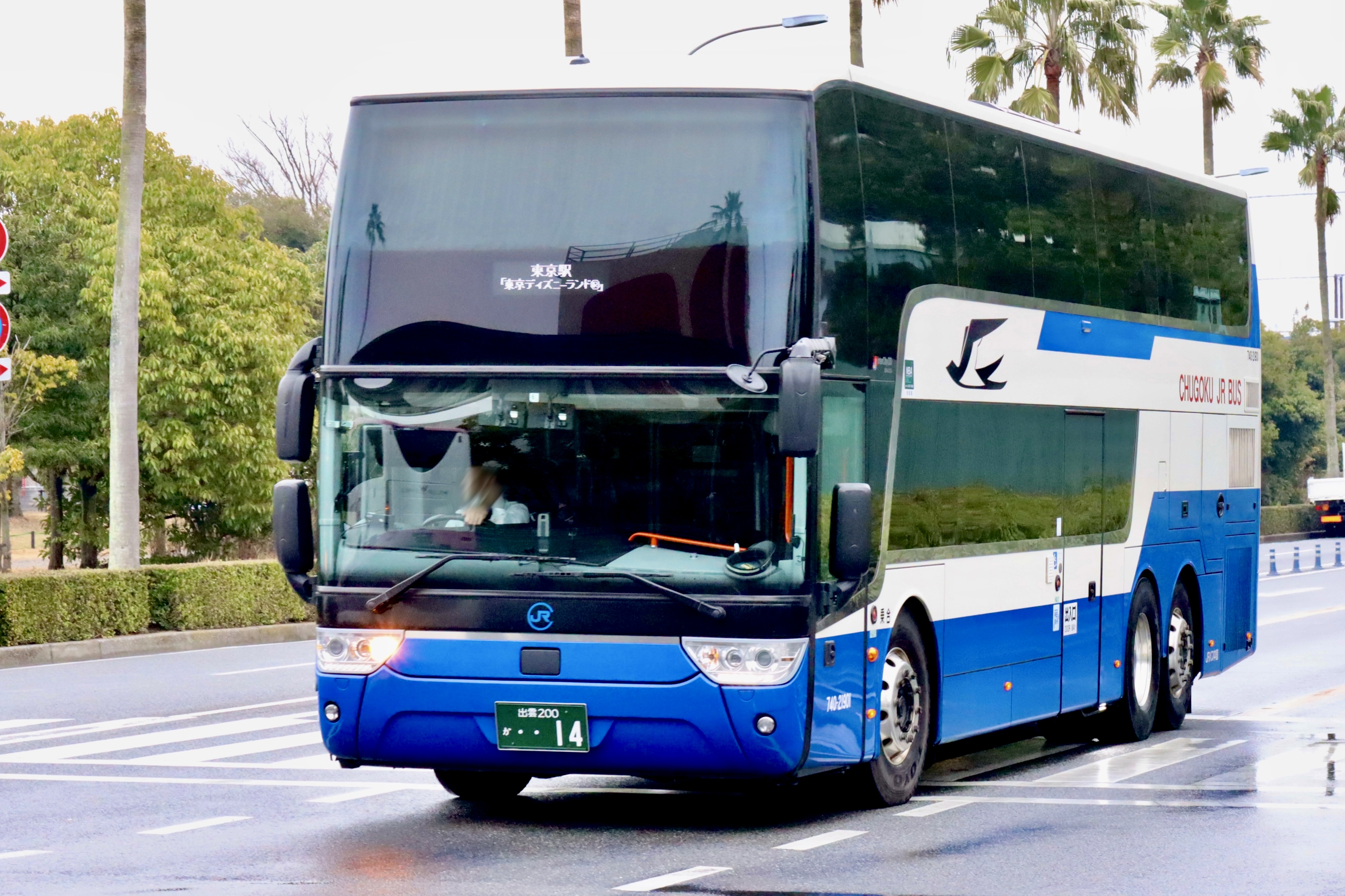
TDX24 中国ジェイアールバス
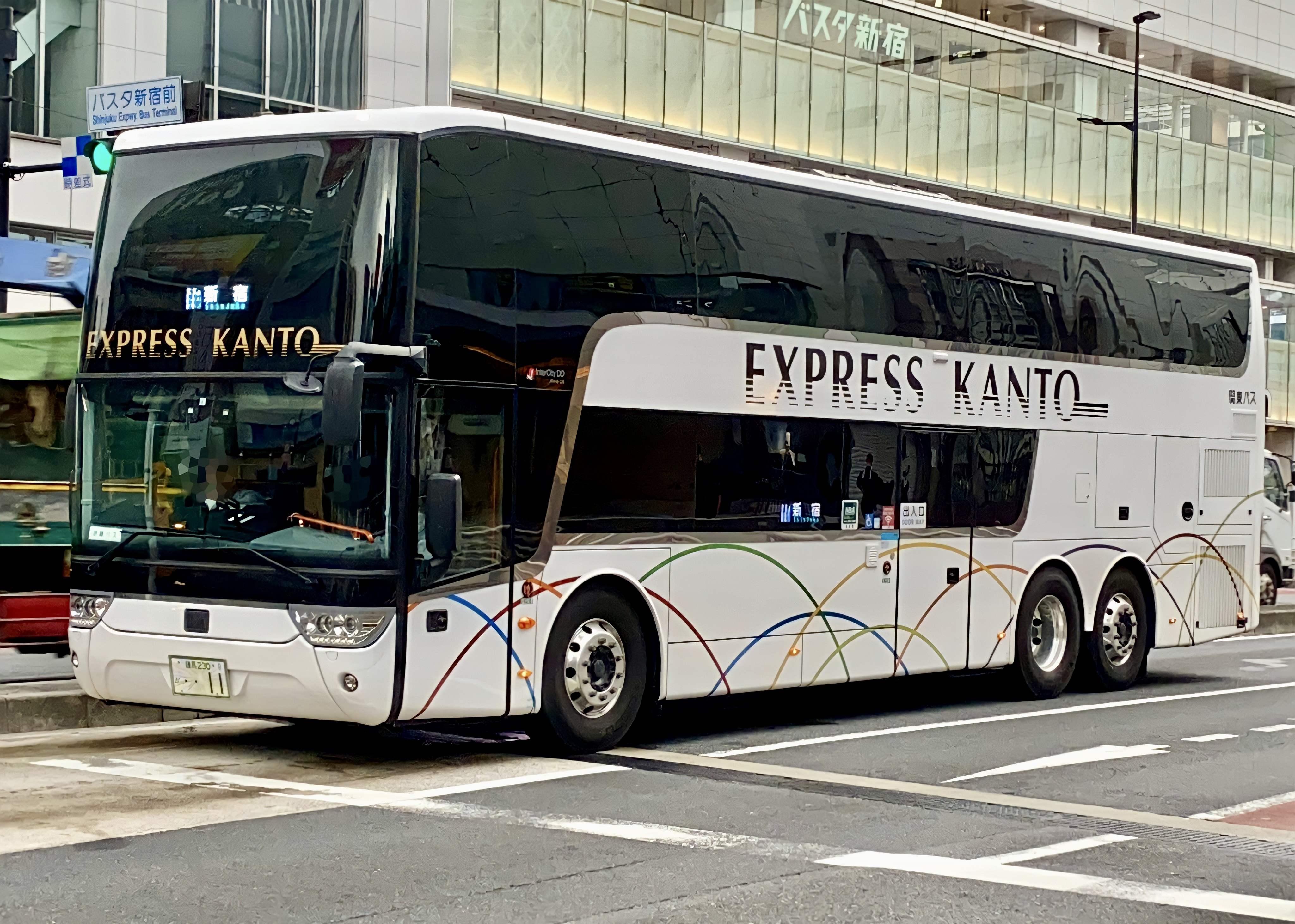
TDX24 関東バス
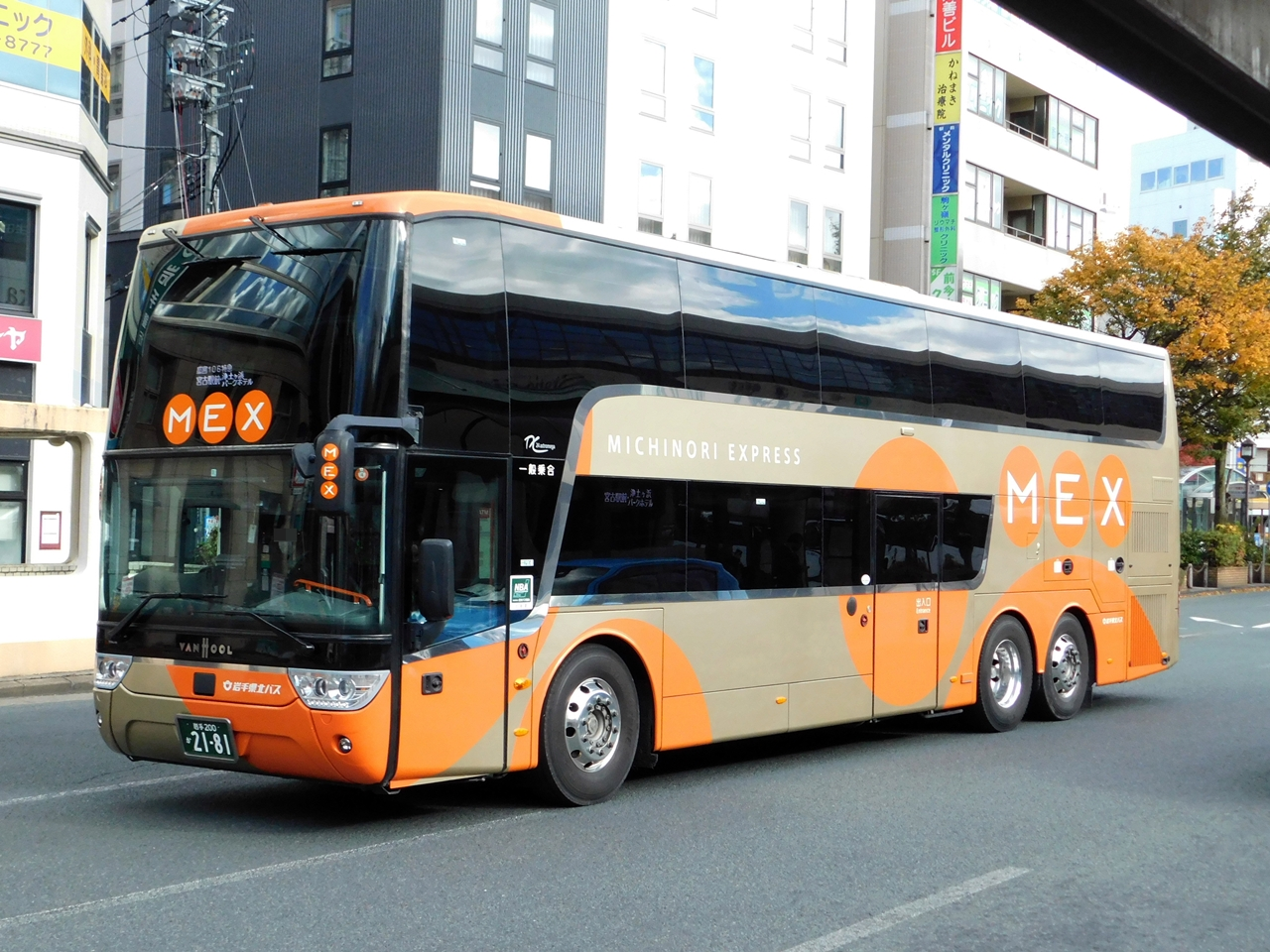
TDX24 岩手県北自動車
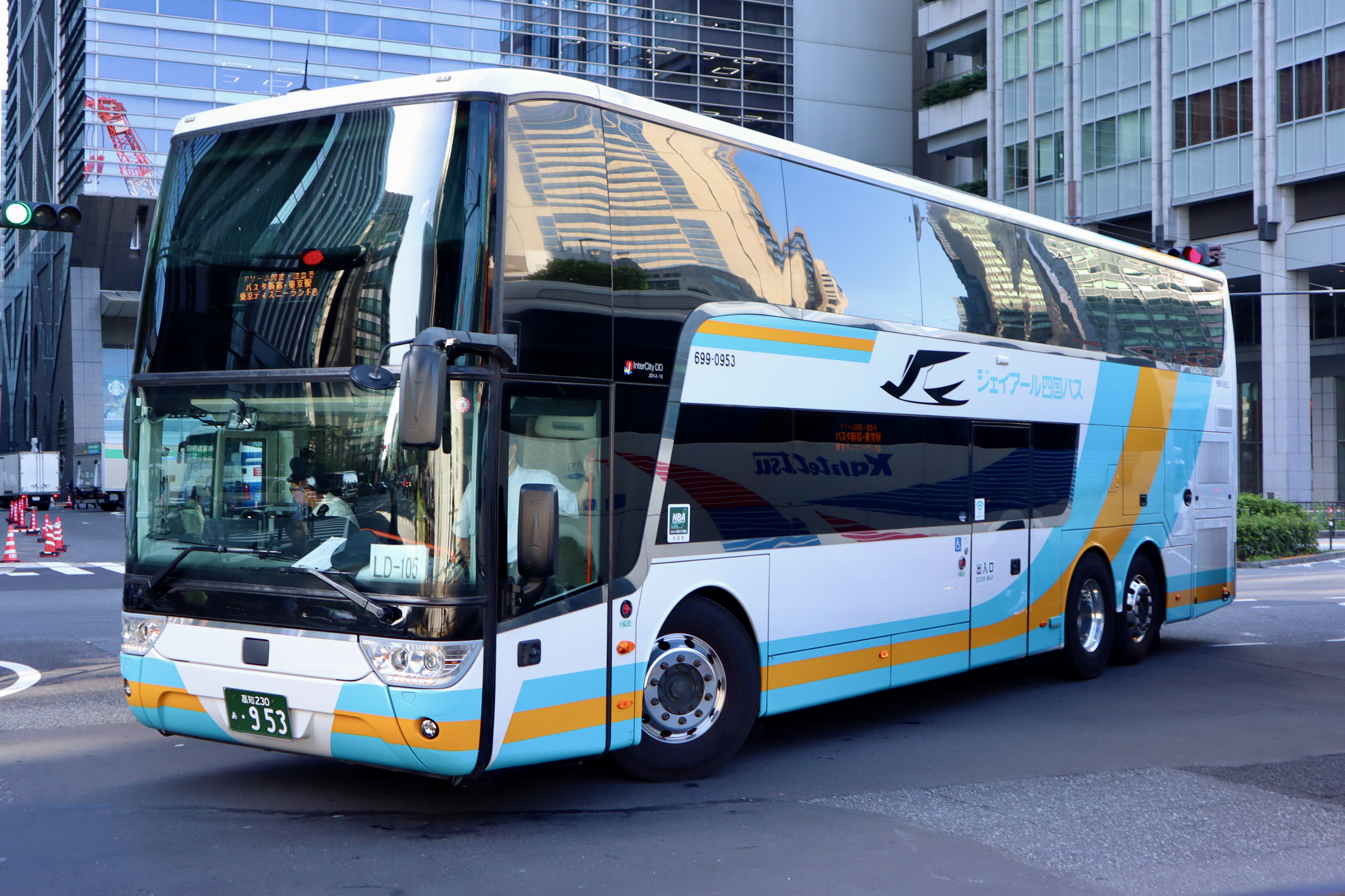
TDX24 ジェイアール四国バス
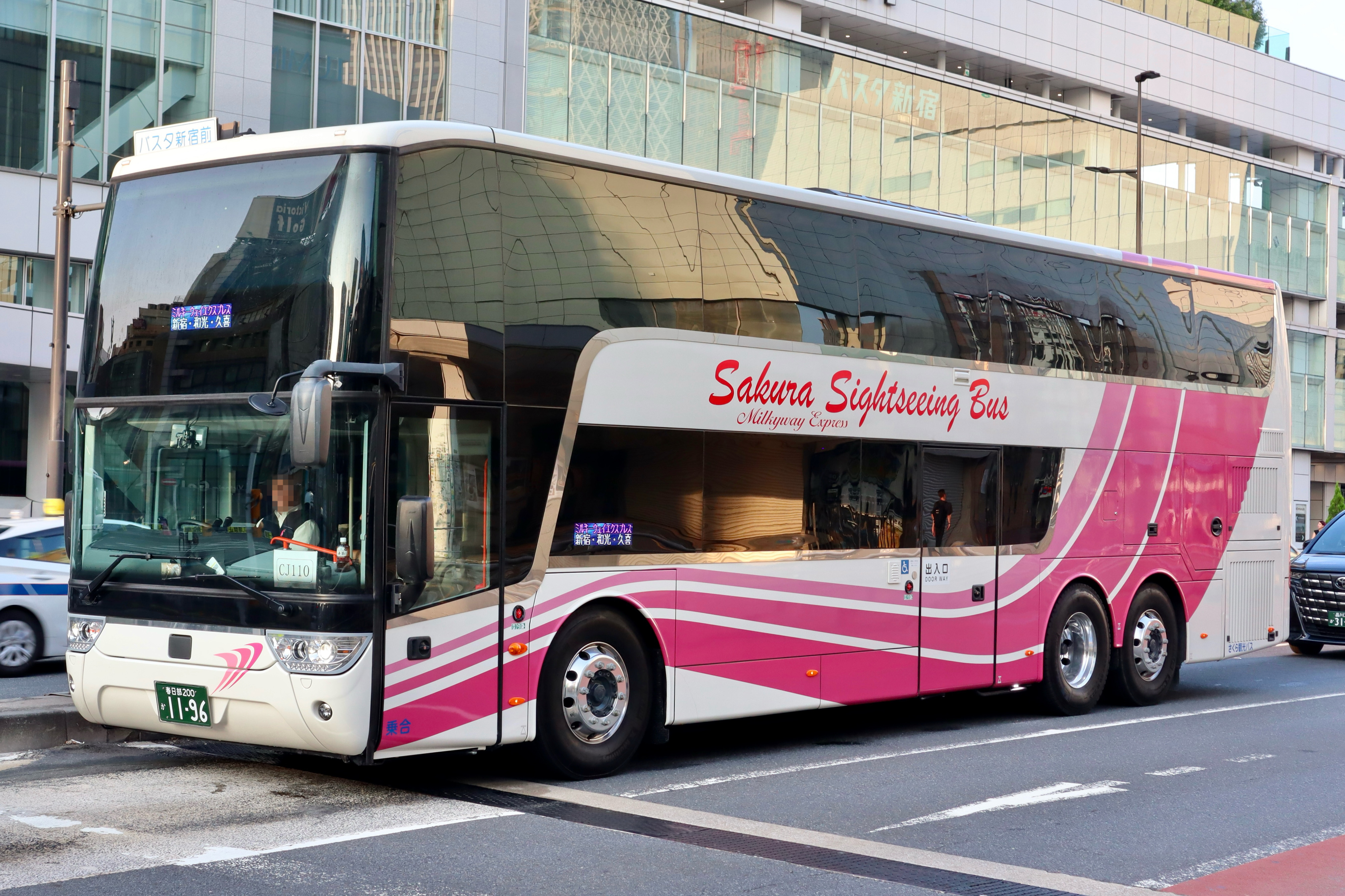
TDX24 さくら観光バス

### 注記
1. ↑  J-InterCity DDの名称がついた車両は、「TDX24 Astromega」のロゴが入る部分がJ-InterCityDDのロゴと日の丸とスウェーデンの国旗を描いたデザインに変わる。
2. ↑  標準仕様では3列シートも含めてドイツの キール社 の座席を使用している[23]が、「J-InterCity DD」として2階部分が3列座席仕様で投入されるJRバス向けのモデルは「クレイドルシート」と呼ばれるシートが採用され、日本国内で艤装される。
3. ↑  当初は5月1日運行開始予定だったが、新型コロナウイルス感染症の影響で延期された。